# Document
Document – piąty album studyjny zespołu R.E.M. wydany w 1987 roku.
W 2003 album został sklasyfikowany na 470. miejscu listy 500 albumów wszech czasów magazynu Rolling Stone.

## Lista utworów
1. "Finest Worksong" – 3:48
2. "Welcome to the Occupation" – 2:46
3. "Exhuming McCarthy" – 3:19
4. "Disturbance at the Heron House" – 3:32
5. "Strange" (B.C. Gilbert, Graham Lewis, Colin Newman, Robert Gotobed) – 2:31
6. "It’s the End of the World as We Know It (And I Feel Fine)" – 4:05
7. "The One I Love" – 3:17
8. "Fireplace" – 3:22
9. "Lightnin' Hopkins" – 3:20
10. "King of Birds" – 4:09
11. "Oddfellows Local 151" – 5:21

## Twórcy
- Michael Stipe – śpiew
- Bill Berry – perkusja, śpiew
- Peter Buck – gitara
- Mike Mills – gitara basowa, śpiew